# Brüssow
Brüssow es un municipio situado en el distrito de Uckermark, en el estado federado de Brandeburgo (Alemania), a una altitud de 50 metros. Su población a finales de 2016 era de 1900 habs. y su densidad poblacional, 20 hab/km².
Se encuentra ubicado al norte del distrito, junto a la frontera con el estado de Mecklemburgo-Pomerania Occidental.